# مونیکا کالیس
مونیکا کالیس (انگلیسی: Monika Kallies؛ زادهٔ ۳۱ ژوئیهٔ ۱۹۵۶) قایقران روئینگ اهل آلمان شرقی بود.
وی در مسابقات کشوری و بین‌المللی در مجموع برندهٔ ۲ مدال طلا شده‌است.